# Budzyń
Budzyń (in tedesco Budsin) è un comune rurale polacco del distretto di Chodzież, nel voivodato della Grande Polonia.
Ricopre una superficie di 207,61 km² e nel 2004 contava 8 199 abitanti.